# Roboré
Roboré è un comune (municipio in spagnolo) della Bolivia nella provincia di Chiquitos (dipartimento di Santa Cruz) con 12.654 abitanti (dato 2010).

## Cantoni
Il comune è suddiviso in 2 cantoni.
- Roboré
- Santiago de Chiquitos